# Dalhems kyrka, Småland
Dalhems kyrka är en kyrkobyggnad i Dalhem i Linköpings stift. Den är församlingskyrka i Dalhems församling.

## Kyrkobyggnaden
Tidigare fanns en medeltida stenkyrka på platsen. Nuvarande stenkyrka uppfördes åren 1876-1878 efter ritningar av J W Kajerdt. Kyrkan består av ett långhus med kor i öster och torn i väster. Öster om koret finns en vidbyggd sakristia. Korsarmar sträcker sig ut från långhusets norra och södra sidor.

## Inventarier
- Dopfunten har medeltida ursprung och fanns i tidigare kyrka.
- Predikstolen är samtida med nuvarande kyrka.
- Från medeltiden finns två träskulpturer föreställande Jungfru Maria med Jesusbarnet och Anna själv tredje.

### Orgel
- 1879 byggdes en orgel av Åkerman & Lund Orgelbyggeri med 10 stämmor.
- Orgeln nytillverkades av Åkerman & Lund Orgelbyggeri 1953. Orgeln är pneumatisk och har två fria kombinationer samt registersvällare. Fasaden är från 1879 års orgel

Disposition:
| Huvudverk I   | Svällverk II      | Pedal             | Koppel   |
| Principal 8’  | Rörflöjt 8’       | Subbas 16’        | I/P      |
| Gedackt 8’    | Salicional 8’     | Oktavbas 8’       | II/P     |
| Oktava 4'     | Principal 4'      | Gedackt 8' (tr I) | II/I     |
| Rörflöjt 4'   | Flöjt 4'          | Oktava 4' (tr I)  | I 4'/I   |
| Kvinta 2 2/3' | Waldflöjt 2'      |                   | II 16'/I |
| Oktava 2'     | Spetskvint 1 1/3' |                   | II 4'/P  |
| Mixtur 4 chor | Scharf 3 chor     |                   |          |
|               | Corno 8'          |                   |          |
|               | Tremulant         |                   |          |